# Péter Tóth (escrime)
Dans le nom hongrois Tóth Péter, le nom de famille précède le prénom, mais cet article utilise l’ordre habituel en français Péter Tóth, où le prénom précède le nom.
Péter Tóth, né le 12 juillet 1882 à Budapest en Autriche-Hongrie et mort le 28 février 1967 à Budapest en Hongrie, est un escrimeur hongrois pratiquant le sabre et le fleuret.
Péter Tóth remporte la médaille d'or à l'épreuve du sabre par équipe lors de deux Jeux olympiques successifs : Jeux olympiques de 1908 à Londres et aux Jeux olympiques de 1912 à Stockholm. 
Il remporte aussi une médaille de bronze lors des Jeux olympiques intercalaires de 1906 organisés à Athènes.
En 1913 il est parmi les membres fondateurs de la fédération internationale d'escrime.
Sa carrière sportive est particulièrement longue puisqu'il tire au plus haut niveau entre 1907 et 1934. Sa dernière participations aux Jeux olympiques a lieu en 1924.
Après 1945, il publie de nombreux articles sur la théorie et l'histoire du sport. Dans les dernières années de sa vie, il écrit avec Kálmán Klell un livre sur l'histoire de l'escrime?
Péter Tóth meurt en 1967 à Budapest, renversé par un camion.

## Palmarès
- Jeux olympiques d'été
  -  Médaille d'or au sabre par équipes en 1908
  -  Médaille d'or au sabre par équipes en 1912
- Championnats de Hongrie d'escrime
  - Champion de Hongrie au sabre en 1910, 1911
  - Champion de Hongrie au fleuret en 1907, 1908, 1909, 1911, 1913, 1914, 1920, 1921